# رافع بن هرثمه الیساری

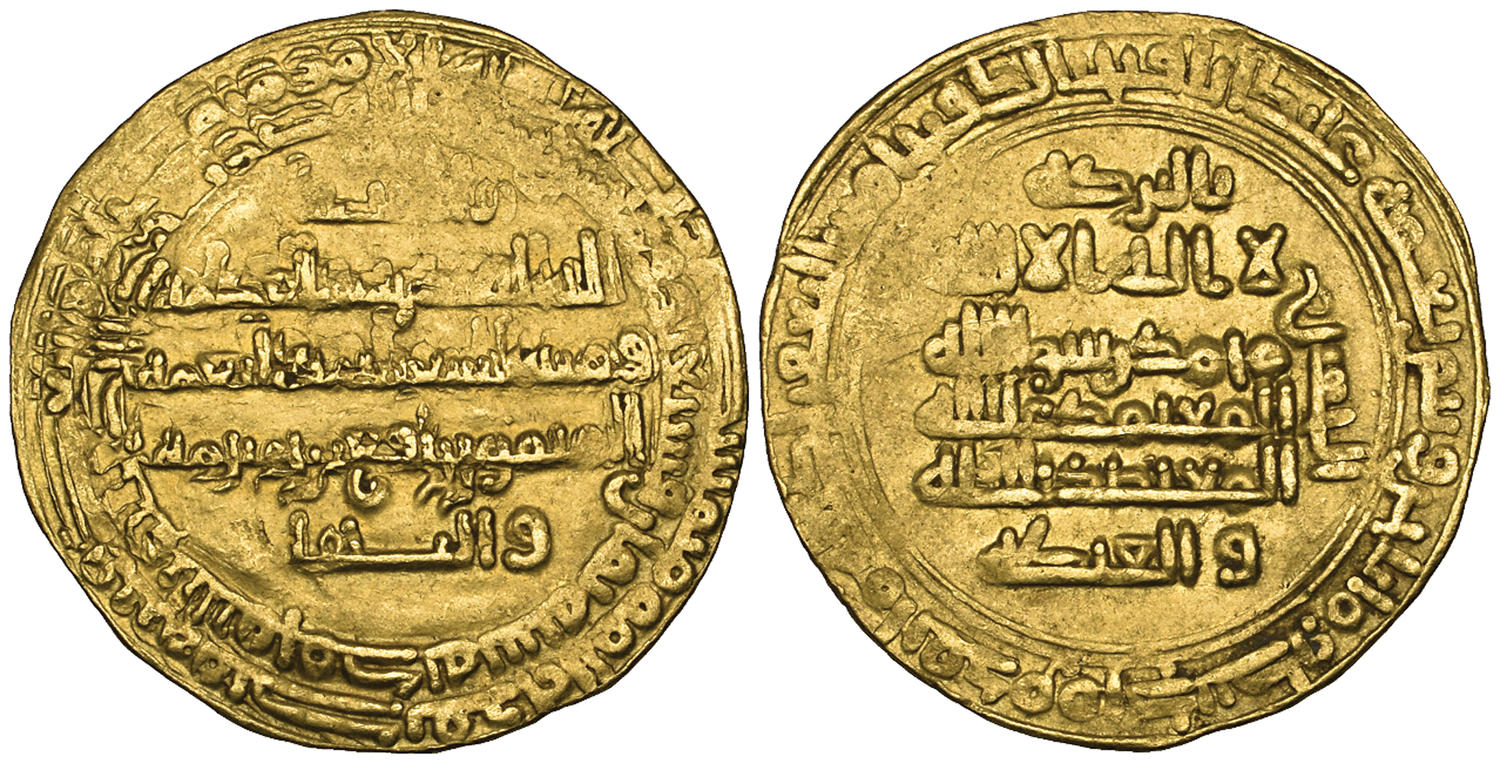
سکه یک دیناری رافع بن هرثمه؛ ۲۷۸ هجری

رافع بن هرثمه الیساری، یا ابن نومَرْد، یکی از سرداران آل طاهر و حاکم خراسان از جانب محمد بن طاهر از سال ۲۷۱ هجری بود. وی بر طبرستان در سال ۲۷۷ در دوران موفق عباسی چیره شد.

## زندگی‌نامه
رافع از طرفداران سابق طاهریان، که علیه ظلم و استبداد حکومت علی بن عیسی شورش کرده بود. او متحدان زیادی داشت از جمله ترکان قرلق و تغوزا غوزه. رافع تسلیم مأمون نشد مگر در سال ۱۹۳ هجری قمری که چاره دیگری نداشت.
مأمون پس از آن تصمیم گرفت تا حسن برادر فضل بن سهل را والی بغداد کند اما مردم بیشتر از قبل احساس اسارت داشتند و ناراضی بودند. رافع بن هرثمه به نزد خلیفه رفت تا این خبر را به او برساند و خلیفه از شورش مردم جنوب عراق و حجاز باخبر کند. فضل خلیفه را وادار کرد که ضمن ورود رافع او را به بند بکشد. از طرفی مردم با باقی‌مانده سپاه بغداد متحد شدند و حسن را از بغداد بیرون کردند اما پس از مدتی میان این دو صلح صورت گرفت و حسن به بغداد بازگشت. در زمانی که کشورگشایی‌های یعقوب و عمرو رو به فزونی بود کسانی مثل رافع بن هرثمه و اسماعیل بن احمد بودند که در مقابل آن‌ها ایستادند و خراسان را از سلطهٔ صفاریان خارج کردند. در سال ۲۷۱هجری قمری خلیفه معتمد، محمد بن طاهر را والی خراسان کرد اما او پایهٔ این حکومت را لرزان می‌دید پس زحمت آمدن به خود نداد و رافع بن هرثمه را جانشین خود کرد.
عمرو برادر و جانشین یعقوب، دیگر برادر خود را که علی نام داشت در کرمان زندانی کرد. علی به برادرش عمرو خیانت کرد و با خجستانی دشمن او متحد و نزد رافع بن هرثمه در طبرستان که یکی دیگر از دشمنان او بود گریخت. در زمانی‌که خجستانی کشته شد یکی از موانع صفاریان برای تسلط به خراسان از بین رفت اما لشکریان خجستانی رافع بن هرثمه را به عنوان سردار خود برگزیدند و او راه خجستانی را که بازگرداندن طاهریان بود ادامه داد.
قدرت رافع روز به روز افزایش پیدا می‌کرد او به کمک علی بن حسین مروروزی و لشکریان سامانی، ابو طلحه را از مرو و نایب او را در سال ۲۷۲هجری قمری از هرات بیرون کرد. رافع در همان سال به خوارزم حمله کرد و با غنایم بسیار زیادی برگشت. در سال ۲۷۵ هجری قمری به گرگان و طبرستان لشکرکشی کرد و حکومت محمد بن زید را تمام کرد. محمد به استرآباد فرار کرد و رافع به مدت دو سال او را محاصره کرد. نرخ خواربار گران شد و وضعیتی بحرانی به وجود آمد. دیگر هیچ خوراکی باقی نمانده بود و یک مثقال نمک برابر با دو مثقال سیم بود. محمد بن زید به ساری فرار کرد و رافع لشکری را به دنبال او فرستاد و در چالوس محمد بن هارون، علی بن کالی را محاصره کرد. خبر که به رافع رسید با لشکریانش به محمد بن زید حمله برد و به دنبال او به دیلمان رفت. سرتاسر دیلم را نیز تصرف کرد. در سال بعد به قزوین و سپس به ری رفت و تا مرگِ موفق در آنجا بود.
در سال ۲۷۹ قمری که معتضد به خلافت رسید رافع را شخصی مطیع نمی‌دانست و او را از ایالت و امارت کل خراسان برکنار کرد به این خاطر که رافع روی املاک سلطانی در ری دست گذاشته بود. معتضد به او نامه نوشت که دست از این زمین‌ها بردارد. اما رافع نپذیرفت این شد که احمدبن عبدالعزیز بن ابی‌دلف به او حمله برد و پیروز شد و از طرفی امارت خراسان را به عمرو بن لیث واگذار کرد تا با کمک او رافع را شکست دهد. در سال ۲۸۰ احمد بن عبدالعزیز مرد و رافع به ری بازگشت.
رافع که از نیت خلیفه باخبر شده بود با محمد بن زید علوی متحد شد و همچنین منصور بن محمد بن نصر که یکی از فرماندهان مخالف عمرو بود به او پناه آورد. رافع در این زمان قدرت بسیار زیادی پیدا کرد. وی با دو پسر علی برادر عمرو، و سپاهیانش به خراسان رفت، آنجا را تصرف کرد. از طرفی عمرو، محمد بن زید را نسبت به رافع بدبین کرد و او از پشتیبانی رافع دست برداشت این بود که حکومت طبرستان به محمد بن زید رسید؛ در جنگی که بین رافع و عمرو رخ داد ابتدا پیروزی نصیب رافع شد اما بعد از آن شکست خورد و مجبور شد به خوارزم فرار کند. معتضد حکومت فارس، کرمان، خراسان، زابلستان، کابل و شرطگی بغداد را به عمرو داد در عوض کشتن رافع را از او خواست. در سال ۲۸۳ هجری قمری رافع کشته شد. در زمانی‌ که با تمام دارایی و مال و سپاهیان به سمت خوارزم می‌رفت، شاه خوارزم ابوسعید را برای استقبال او فرستاده بود. ابوسعید که متوجه تعداد کم یاران رافع شد تمام اموال او را غارت کرد و سر بریده رافع بن هرثمه را برای عمرو فرستاد. پس عمرو آن را برای خلیفه فرستاد و خلیفه حکومت ری را همراه با خلعت و پرچم‌های بسیار به او داد.
رافع در طبرستان و گرگان به نام علویان خطبه خواند. این کار رافع باعث شد که عمرو حمایت اهل سنت و طبقات مذهبی خراسان را در برابر او به دست آورد. او همچنین پس از فتح خراسان به نام علویان (طبرستان) خطبه خواند و جامعه سیاه را که برای عباسیان بود به جامعه سفید که شعار علویان بود تغییر داد.